# Sant Feliu del Bac
Sant Feliu del Bac és una església romànica de la Vall de Bianya (Garrotxa) inclosa a l'Inventari del Patrimoni Arquitectònic de Catalunya. És un edifici situat a la banda sud-oest de la Vall del Bac, sobre un turonet, en una zona boscosa.

## Descripció
L'actual temple és obra del segle xii amb modificacions posteriors que han malmès la façana de llevant, a la qual s'afegí un cos d'edifici destinat a sagristia. Així mateix, es canvià el campanar d'espadanya de doble obertura per una torre quadrada, avui gairebé ensorrada. El temple és d'una sola nau, amb volta apuntada i un arc toral, sense absis diferenciat. La porta d'accés d'arc de mig punt adovellada és a migdia. Al campanar s'hi accedia per una escala exterior de pedra, situada a la façana nord. La nau conserva dues finestres, una de doble esqueixada a la façana de migdia i una altra estreta i allargassada a la façana de ponent.
Hi ha una pica d'aigua beneïda situada a l'interior de l'església. Es troba molt erosionada, per aquesta raó no se li ha donat una cronologia aproximada. Amida 24 cm de diàmetre i 68 cm d'alçada. L'any 1996 es va trobar una ara d'altar i una pica baptismal rectangular romàniques.

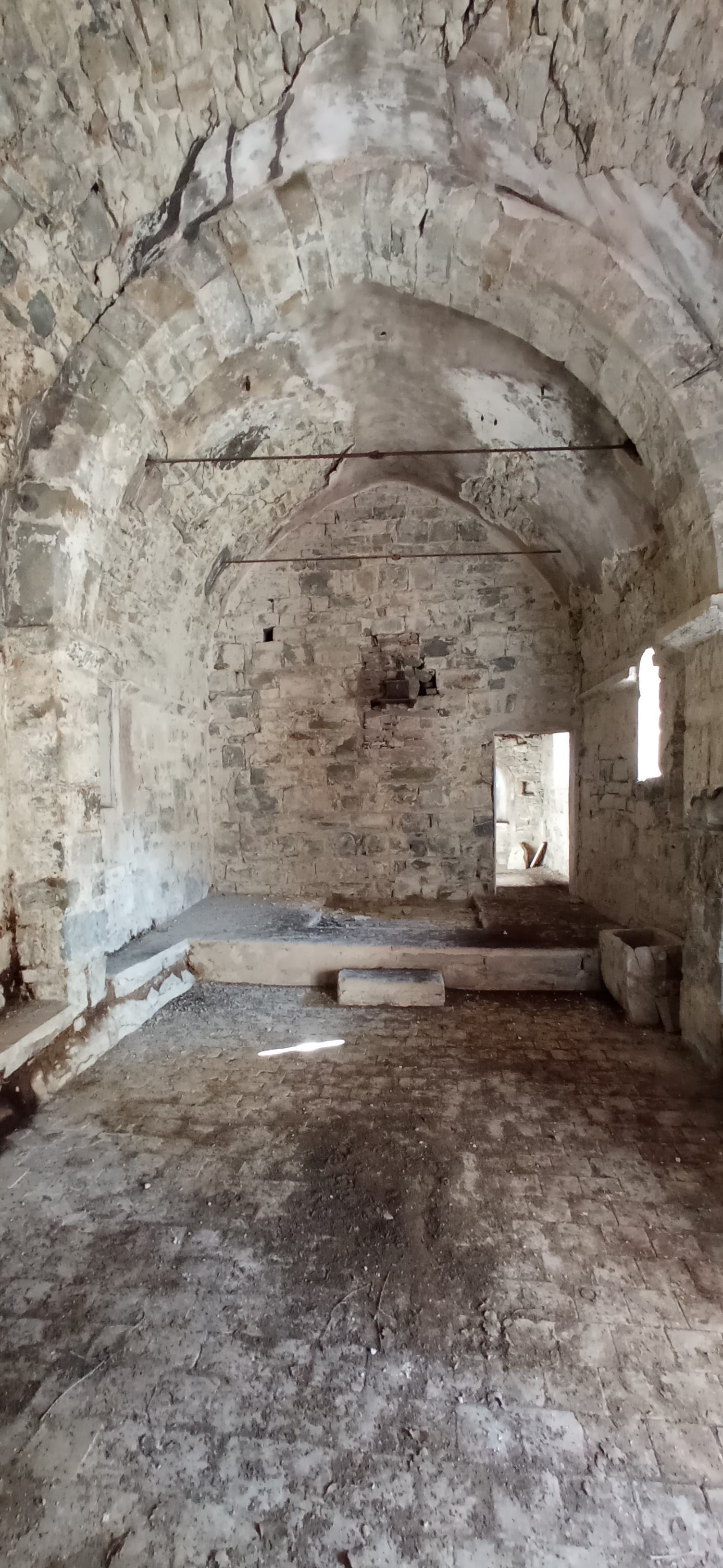
Interior Església Romànica Sant Feliu del Bac

## Història
La data més antiga coneguda sobre la feligresia de Sant Feliu del Bac data de l'any 946. Froilà, marmessor de Goltred, entregà al monestir de Sant Pere de Camprodon una finca que afrontava amb Sant Feliu de Bac. L'actual església va ser consagrada pel bisbe de Girona, Otó, el dia 20 de gener de l'any 966 (ecclesiam in honorem Sancti Felicis martiris Christi cuius ecclesia fundata est in comitatu Bisuldumense in villa quae nuncupant Bag). El terme es designa en el document amb el nom llatí de pagus, com si fos una comarca o una rodalia. L'any 1011 es troba citat amb el nom de alodium de Bac i l'any 1017 en la forma llatinitzada de Bago.
Un document de l'any 1021 publicat per Montsalvatje, ens dona a conèixer que u tal Roger ofereix el seu fill Bernat al monestir de Sant Pere de Camprodon, fent donació a l'esmentat cenobi d'una propietat que posseïa a Sant Feliu de Bac. Un altre document de l'any 1269 diu que Guillem de Bac va vendre la finca a l'abat de Camprodon. En deixar de ser parròquia, es convertí en sufragània de Sant Andreu de Porreres.
L'església de Sant Feliu del Bac fou restaurada l'any 2012 per la Diputació de Girona. Dins d'aquest projecte es va portar a terme una intervenció arqueològica que va permetre documentar les característiques de la teulada i constatar que no s'han conservat elements de la teulada de lloses original.